# 30'erne, herfra hvor jeg står
30'erne, herfra hvor jeg står er en dansk dokumentarfilm fra 1986 instrueret af Katrine Borre.

## Handling
Nazisme? Det er noget med jødeforfølgelse i Tyskland. Det var i alt fald ikke noget for danskerne'. Sådan lyder den officielle forklaring, og det er jo forfærdeligt, at det er det, der får lov at stå som historien. Sådan starter Henry sin snak om hans..